# Olivia (ort)
Olivia är en ort i Mauritius.   Den ligger i distriktet Flacq, i den sydvästra delen av landet, 28 km sydost om huvudstaden Port Louis. Olivia ligger 87 meter över havet och antalet invånare är 3 980. Den ligger på ön Mauritius.
Terrängen runt Olivia är kuperad åt sydväst, men åt nordost är den platt.  Närmaste större samhälle är Bel Air Rivière Sèche, 3,9 km nordost om Olivia. I omgivningarna runt Olivia växer i huvudsak städsegrön lövskog.